# Ordine di Aftab
L'Ordine di Aftab è stato un Ordine cavalleresco dell'Impero Persiano. 

## Storia
Fondato dal sovrano Naser al-Din Shah Qajar di Persia nel febbraio del 1873, prima della sua visita in Europa, l'ordine si presentava in due classi, la prima ristretta unicamente alle regine ed alle consorti di sovrani regnanti, mentre la seconda era destinata a principesse e nobildonne d'alto rango. L'onorificenza veniva concessa come particolare segno di distinzione nei confronti dello scià. Nel 1967, durante il regno della dinastia Pahlavi, gli statuti dell'ordine vennero mutati ed esso confluì nell'Ordine di Aryamehr.

## Classi
L'Ordine disponeva delle seguenti classi di benemerenza:
- Dama di I classe o Gran Cordone (riservato a sovrane o mogli di capi di stato stranieri)
- Dama di II classe (riservato principesse e nobildonne d'alto rango)

## Insegne
- La medaglia dell'ordine consisteva in un mezzo sole raggiante di platino incrostato di diamanti, al centro del quale si trovava un tondo smaltato con un volto di donna. La medaglia era portata esclusivamente appesa ad un cordone a tracolla.
- La placca dell'ordine consisteva in un sole raggiante di platino incrostato di diamanti, al centro del quale si trovava un tondo smaltato con un volto di donna. Veniva appuntata sulla parte sinistra del petto.
- Il nastro era rosa con due strisce verdi per parte.